# Macrambyx suturalis
Macrambyx suturalis là một loài bọ cánh cứng trong họ Cerambycidae.